# Glossogobius circumspectus
Glossogobius circumspectus és una espècie de peix de la família dels gòbids i de l'ordre dels perciformes.

## Morfologia
Els mascles poden assolir els 12 cm de longitud total.

## Distribució geogràfica
Es troba a Tailàndia, les Filipines, Malàisia, Indonèsia i Nova Guinea.